# Tourbillon

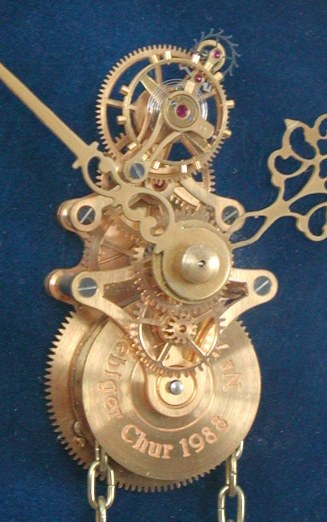
Wanduhr mit Tourbillon (ganz oben)

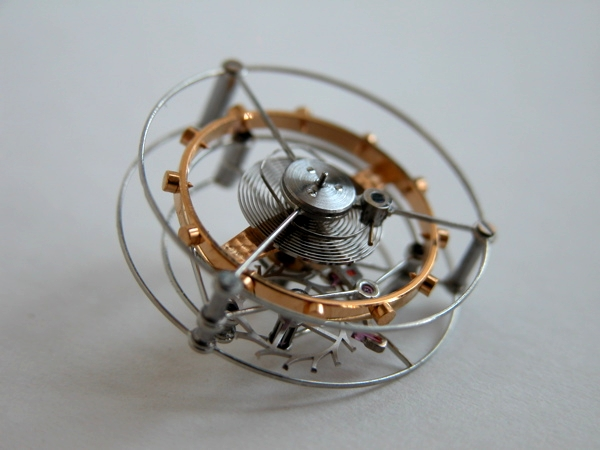
Tourbillon im Detail

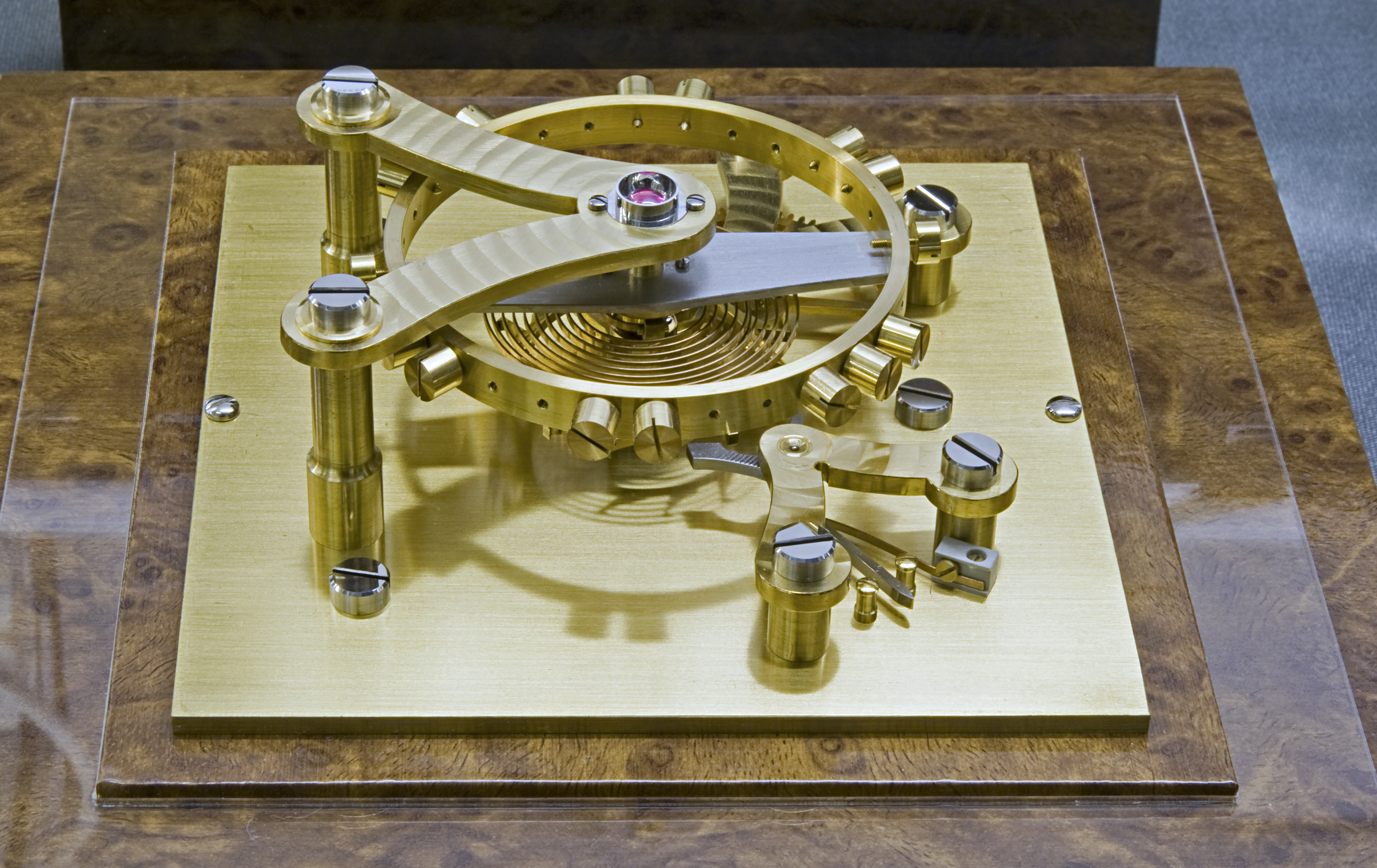
Hemmungsmodell eines Tourbillons nach Benoit von Karl Geitz

Das Tourbillon (franz. für Wirbelwind) ist eine Vorrichtung, bei der das Schwing- und Hemmungssystem einer mechanischen Uhr sich um seine Achse dreht, um eine weniger lageabhängige Ganggenauigkeit, insbesondere von Armband- und Taschenuhren, zu erreichen. Durch die Schwerkraft ist die Ganggenauigkeit herkömmlicher Uhren nicht in allen Lagen gleich. Ein Tourbillon verteilt die Wirkung der Schwerkraft auf das Schwingsystem (Unruh und Unruhspirale) gleichmäßig über alle Lagen wenigstens einer Drehebene. Lageabhängige Gangabweichungen der empfindlichsten Teile heben sich in allen diesen Lagen auf.

## Funktion
Um Lageveränderungen einer Taschenuhr (und die daraus folgende Gangungenauigkeit) aufzuheben, erfand Abraham Louis Breguet (1747–1823) 1795 das Tourbillon. Das Patent wurde 1801 in Paris erteilt, in der Patentschrift wird es als „Régulateur à Tourbillon“ bezeichnet.
Bei diesem werden das Ankerrad, der Anker und die Unruh auf einer kleinen Platte in einem Drehgestell, einem auf der Welle des Sekundenrades sitzenden Käfig, eingebaut. Der Sekundentrieb wird von unten an das Drehgestell geschraubt und fest auf der unteren Platine eingebaut. Das Drehgestell, in dessen Mitte die Unruh genau über der Welle des Sekundenrades schwingt, dreht sich um das festgeschraubte Sekundenrad. Dabei läuft der Trieb des Ankerrades auf diesem ab. Wenn sich also das Sekundenrad einmal pro Minute dreht, macht das Tourbillon (die Platine) diese Drehung mit. Dadurch treten Lagen- oder Schwerpunktfehler nicht mehr stets gleich auf, sondern werden einmal in der Minute (abhängig von dem Tourbillon) ausgeglichen.
Einen Lageausgleich in allen Positionen kann ein einfaches Tourbillon nicht durchführen. Auch Temperaturschwankungen beeinflussen diese Uhren fast genauso stark wie normale mechanische Uhrwerke. Tourbillons sind technisch sehr komplex und zudem nicht sehr robust.
Je besser die Unruh ausgewuchtet ist, desto weniger bringt das Tourbillon an Genauigkeit. Bei kardanisch aufgehängten Uhren (z. B. Navigationschronometer) steht die Unruhwelle immer senkrecht. Ein Tourbillon ist in diesem Fall nicht sinnvoll.
In den ersten 200 Jahren wurden gerade einmal etwa 700 Tourbillons gebaut, da deren Anfertigung besonders schwierig ist. Deshalb sind Tourbillonuhren teuer. Die Einstellung und Reparatur einer Tourbillonuhr erfordern viel Fachkenntnis und Sorgfalt. Mittlerweile bietet aber fast jeder Luxusuhrenhersteller entsprechende Uhren an, so dass inzwischen mehrere tausend Tourbillons hergestellt wurden. 
Eine Modifikation dieser Uhren wurde von dem Dänen Bahne Bonniksen erfunden. Er nutzte das Federhaus als Rotationslager und lagerte das Laufwerk und die Unruh auf einem drehbaren Karussell. Solche Karusselle sind auf Grund ihrer Fertigung weitaus schwerer als ein Tourbillon und gleichen lagebedingte Fehler mit einer kompletten Rotation alle 261/4 Minuten aus. Diese Art der Uhr wird Karusselluhr genannt. Das Karussell bot zudem einen Blickfang für die technikbegeisterten Leute der damaligen Zeit. So wurden häufig Fensteröffnungen in das Zifferblatt gefräst, um den Blick auf das Karussell freizugeben.

## Das „fliegende“ Tourbillon
Das „fliegende“ Tourbillon ist eine Weiterentwicklung oder Variante des klassischen Breguet-Tourbillons. Es wurde 1920 vom Uhrmacherlehrer Alfred Helwig erfunden. Die Eigenheit des fliegenden Tourbillons ist, dass auf die obere Brücke zur Lagerung des Käfigs verzichtet wird. Der Käfig wird ausschließlich auf der Unterseite gelagert.

## Das Gyro-Tourbillon
In der Theorie kann das Tourbillon zwar eine statische Lageänderung der Uhr durch Drehen um die Zeigerachse ausgleichen, nicht jedoch dynamische Störungen (z. B. beim Joggen). Beim Schweizer Nobeluhrenhersteller Jaeger-LeCoultre wurde daher das Gyrotourbillon entwickelt: Eine komplexe Mechanik dreht die Unruh laufend um drei Achsen, analog einem gyroskopischen System. Die Funktionsweise ist – selbst bei direkter Anschauung – auch für Fachleute nur sehr schwer nachzuvollziehen. Der Gewinn an Ganggenauigkeit ist kaum messbar und bleibt unterhalb des – selbst bei höchstwertigen Uhrwerken – auftretenden mechanischen Fehlers (Reibung etc.).

## Das Doppeltourbillon
Die Schweizer Uhrenmanufaktur Greubel Forsey entwickelte im Jahr 2004 das Modell „Double Tourbillon 30°“, das mit einem Doppeltourbillon ausgestattet ist. Die Besonderheit hierbei ist die Verwendung eines kleineren, um 30° abgewinkelten Tourbillons in einem größeren Tourbillondrehgestell. Während das kleinere Tourbillon für eine vollständige Umdrehung eine Minute benötigt, braucht das Tourbillondrehgestell vier Minuten für eine Umdrehung. Der Hersteller verspricht sich hiervon eine größere Ganggenauigkeit gegenüber einfachen Tourbillonlaufwerken.
Seit dem Jahr 2008 produziert Greubel Forsey ein weiteres Modell: Das „Quadruple Tourbillon à différentiel“ verfügt über zwei Doppeltourbillons vereint in einem Gehäuse. Zum Einsatz kommt bei dieser Uhr ein sphärisches Differential, das die vier Tourbillongestelle miteinander verbindet. Das Differential sorgt hierbei, ähnlich wie ein Differentialgetriebe bei einem Auto, für eine gleichmäßige Kraftübertragung, auch wenn die Tourbillongestelle unterschiedliche Geschwindigkeiten aufweisen.

## Das Doppel-Achs-Tourbillon

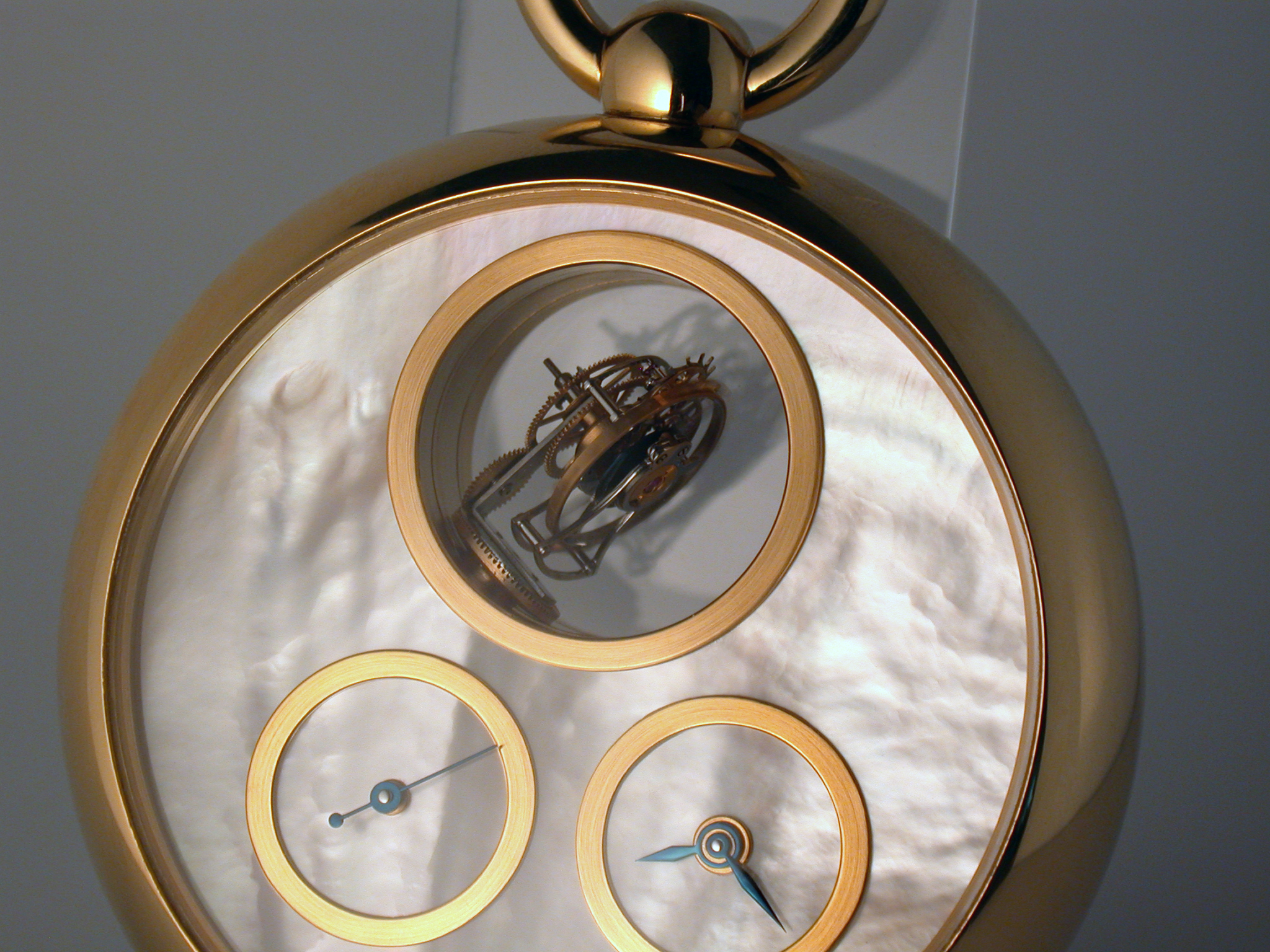
Doppel-Achs-Tourbillon Taschenuhr Ausschnitt

Der deutsche Uhrmacher Thomas Prescher entwickelte im Jahr 2003 für die „Thomas Prescher Haute Horlogerie“ das Modell „Doppel-Achs-Tourbillon“ in einer Taschenuhr und 2004 in einer Armbanduhr, das mit einem Zwei-Achsen-Tourbillon ausgestattet ist. Die Besonderheit hierbei ist, dass sich das Tourbillon um zwei Achsen dreht. Die erste Achse und die zweite Achse drehen sich jeweils 1/min um ihre eigene Achse. Das ganze Tourbillon ist mit einem Konstante-Kraft-Mechanismus, auch Remontoire genannt, im Tourbillon-Käfig ausgestattet. Prescher hat die konstante Kraft neu umgesetzt und für den notwendigen Kraftaufwand in seinem Doppel-Achs-Tourbillon genutzt. Er hat den Mechanismus verwendet, um die unterschiedliche Kraftzuführung, durch stark bis schwach gespannte Aufzugfedern, Reibung, Gravitations- und Schwerpunkteffekte zu egalisieren, damit dem Schwingungsreguliersystem des Doppel-Achs-Tourbillons stets gleichmäßige Kraft zugeführt wird. Er verwendet dazu ein modifiziertes System nach Henri Jeanneret.

## Das Triple-Achs-Tourbillon

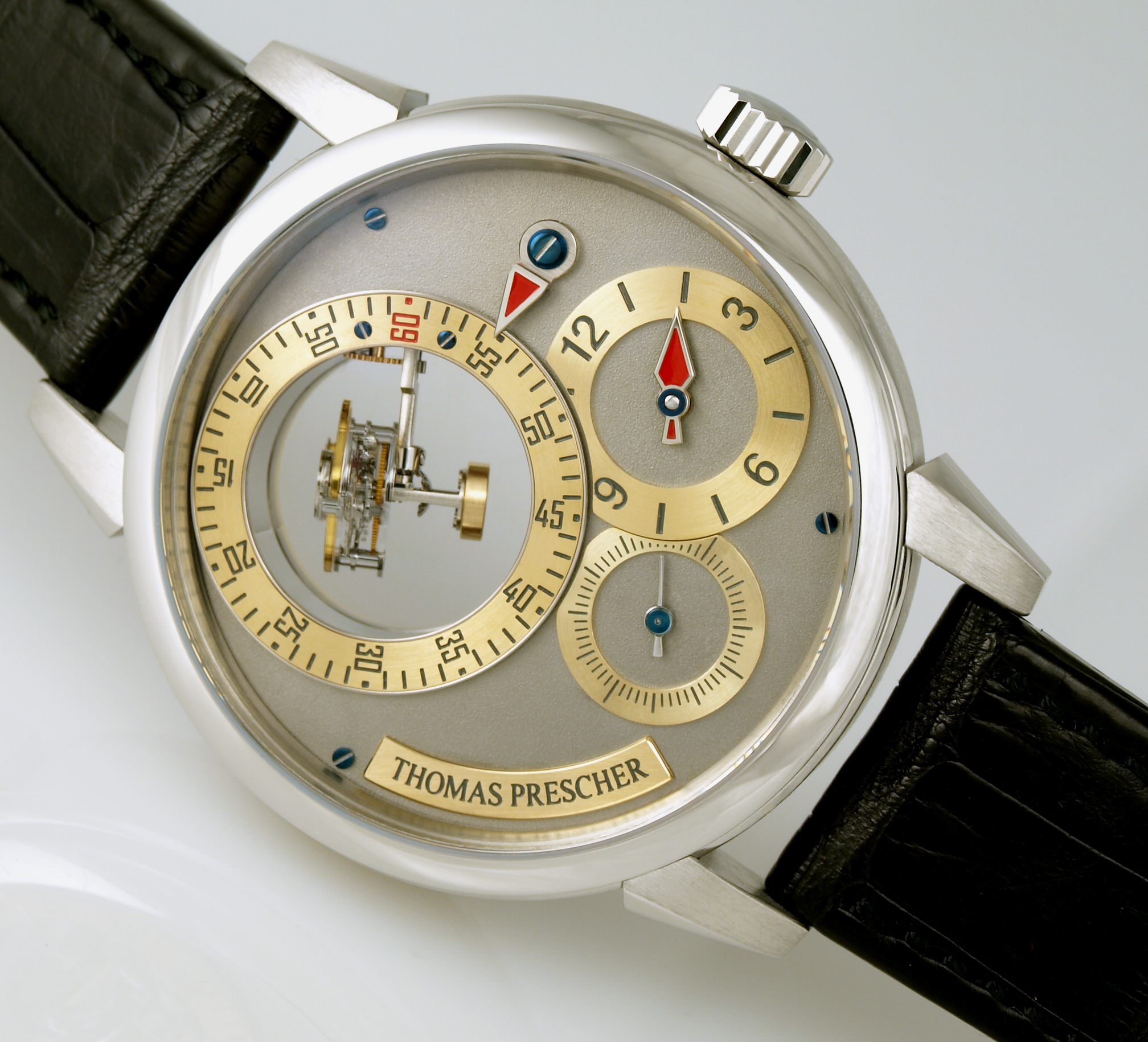
Triple-Achs-Tourbillon Regulator Sport

2004 entwickelte Prescher für die „Thomas Prescher Haute Horlogerie“ ein „Triple-Achs-Tourbillon“ in einer Armbanduhr. Die Besonderheit hierbei ist, dass sich das Tourbillon um drei Achsen dreht. Erste und zweite Achse drehen sich jeweils mit 1/min, die dritte Achse dreht sich mit 1/h um die eigene Achse. Das ganze Tourbillon ist, wie das Doppel-Achs-Tourbillon, mit einem Konstante-Kraft-Mechanismus ausgestattet.

## Verfügbarkeit
Fast alle Luxusuhrenhersteller bieten mittlerweile Tourbillonuhren an. Das Tourbillon ist, obwohl dessen Effekt auf die Genauigkeit bei Armbanduhren begrenzt ist, dennoch sehr beliebt. Seine hohe Komplexität eignet sich als Herausstellungsmerkmal. Daher ist bei diesen Uhren das Zifferblatt meistens durchbrochen gestaltet, so dass es den Blick auf Tourbillon und Teile des Werks freigibt. Mittlerweile produzieren chinesische Hersteller Tourbillonuhren, die unter verschiedenen (oft europäisch klingenden) Pseudonymen meist über Internetauktionen vertrieben werden. Über Qualität, Preis und Wert dieser Uhren wird in Uhrensammlerkreisen diskutiert. Den Preis einer aktuellen Armbanduhr mit einem Tourbillon sollte man 2022 „im mittleren fünfstelligen Bereich“ kalkulieren.
Ein weiterer Trend bei Internetauktionen ist, Uhren mit sichtbarer Unruh mit dem Prädikat „Tourbillon Style“ oder sogar „Tourbillon“ anzupreisen, obwohl es sich nur um eine einfache Unruhhemmung mit ortsfestem Ankerrad handelt.